# Шотландско абатство (Виена)
„Шотландското“ абатство във Виена (на немски: Schottenstift, официално наименование: Benediktinerabtei Unserer Lieben Frau zu den Schotten) е бенедиктински манастир, разположен на площад „Фреюнг“, в централния район на Виена, Австрия.

## История
През 1155 г. австрийският херцог Хайнрих II Язомиргот дава подслон и убежище във Виена на монаси, пристигнали от „шотландското“ абатство „Свети Яков“ в Регенсбург. Основаването на манастира през 1155 г. е свързано с преместването на херцогската столица от Клостернойбург във Виена; херцогът се нуждаел от образовани духовници и съветници.
„Шотландските“ абатства по правилно би трябвало да се наричат ирландски, тъй като именно ирландските монаси се прославят със своето мисионерство в Централна Европа и основават там свои обители (така например ирландският монах Коломан от Мелк през 1244 – 1663 г. се смята за покровител на Австрия). На средновековен латински Ирландия се нарича Scotia Major (Велика Шотландия) и основаните от ирландците манастири по тази причина и до наши дни са известни като „шотландски“.
През 1160 – 1200 г. „шотландците“ построяват първата църква в романски стил, в която през 1177 г. е погребан Хайнрих II. По онова време манастирът се намира извън градските стени. Тази църква е унищожена при пожар през 1276 г.
През 1365 г. „шотландските“ монаси са сред основателите на Виенския университет.
През 1418 г. германският крал Албрехт II отнема абатството от „шотландските“ монаси и го предава в собственост на монаси-бенедиктинци, но названието му се запазва и до наши дни като „шотландско“ абатство.
През 1638 г. след удар от мълния църквата отново изгаря. Новият, запазен и днес, абатски комплекс е построен от архитектите Андреа д’Аллио (младши) и Силвестро Карлоне, олтарът е изработен от Йоахим фон Зандрарт. Запазен е и старият готически олтар от 1470 г., на който са изобразени и сцени от Виена от ХV век.
През 1773 – 1774 г. архитект Андреас Зах построява нова сграда за училището и приората, която поради своята външност получава названието Schubladkastenhaus.
През 1825 г. е построен фонтан, назован „Черната Богородица“ (на немски: Schwarze Muttegottes).
През 2005 г. в сградата на абатството е уредена музейна експозиция.